# Líbano (New Hampshire)
Líbano local /ˈlɛbənən/ é uma cidade no condado de Grafton, Nova Hampshire, Estados Unidos. A população era de 14.282 no censo de 2020,  acima dos 13.151 no censo de 2010. O Líbano fica no oeste de New Hampshire, ao sul de Hanover, perto do rio Connecticut. É o lar do Centro Médico Dartmouth-Hitchcock e da Escola de Medicina Geisel do Dartmouth College, que juntos compreendem a maior instalação médica entre Boston, e Burlington.
Juntamente com Hanover, New Hampshire, e White River Junction, Vermont, o Líbano está no centro de uma área estatística micropolitana, abrangendo cerca de 30 cidades ao longo do vale do rio Connecticut.

## História
O Líbano foi fundado como uma cidade pelo governador colonial Benning Wentworth em 4 de julho de 1761, uma das 16 ao longo do rio Connecticut. Foi nomeado para Líbano, Connecticut, de onde muitos primeiros colonos vieram ou viriam, incluindo o Rev. Eleazar Wheelock, que chegou em 1770 e fundou o Dartmouth College. Líbano, Connecticut, foi o lar original da Moor's Charity School, antecessora do Dartmouth College.
A colonização inicial se concentrou ao longo do rio Connecticut, no que hoje é o oeste do Líbano, e na região do Lago Mascoma, perto de Enfield. Em meados do século XIX, desenvolveu-se um distrito de moinhos nas quedas do rio Mascoma. As indústrias incluíam, em vários momentos, fábricas de móveis, um curtume, várias oficinas mecânicas, uma fábrica de tecidos de lã e uma fábrica de roupas. Em meados do século XIX, este distrito atraiu muitos trabalhadores franco-canadianos da província canadense de Quebec. Isso se tornou o centro da cidade, embora o oeste do Líbano tenha se tornado um centro ferroviário com uma identidade separada depois que as linhas entraram em Boston. Este centro ferroviário ficaria conhecido como "Westboro" depois que dois trens colidiram quando o Líbano Ocidental foi confundido com o Líbano.
O distrito da fábrica, como a ferrovia, declinou nas décadas de 1950 e 1960. A cidade sofreu dois grandes incêndios; a segunda, em 1964, destruiu grande parte do antigo bairro da fábrica. A reconstrução resultou em um controverso projeto de renovação urbana com um distrito fechado, chamado The Mall, construído para substituir a área destruída da Hanover Street. Em parte desafiando o declínio econômico, e em parte para contrariar um movimento do Líbano Ocidental para se declarar uma cidade independente, o Líbano foi reincorporado como uma cidade em 1958.
A rota das interestaduais 89 e 91 através do Líbano e nas proximidades de White River Junction, Vermont, além do crescimento do Dartmouth College, levou ao renascimento econômico da área. A antiga cidade fabril agora tem uma economia mista baseada em educação, serviços médicos, alta tecnologia e varejo. Ao sul da vila de West Lebanon, um importante distrito comercial surgiu no cruzamento da Rota 12A com a I-89. O Líbano realizou melhorias em suas instalações recreativas, incluindo quilômetros de trilhas para caminhadas, uma área municipal de esqui, uma piscina e vários campos esportivos.

Em 1991, o Dartmouth-Hitchcock Medical Center, juntamente com a maioria dos departamentos da Dartmouth Medical School, mudou-se de Hanover para um novo campus ao sul da linha da cidade Líbano-Hanover. Várias empresas médicas e de alta tecnologia localizaram instalações próximas ao campus do centro médico. A TomTom, desenvolvedora líder mundial de bancos de dados de mapeamento, tem sua sede norte-americana no Líbano. A Novo Nordisk e a Microsoft também têm grandes instalações aqui.

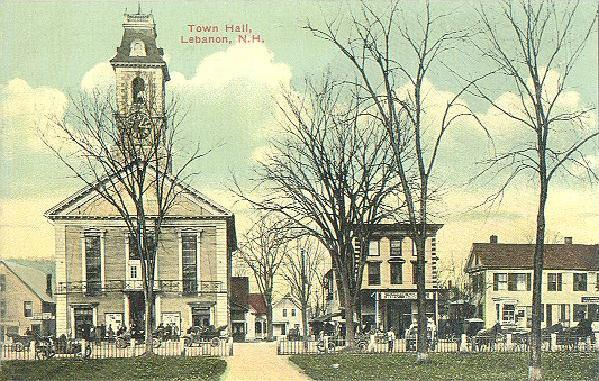
Antiga Câmara Municipal em 1918
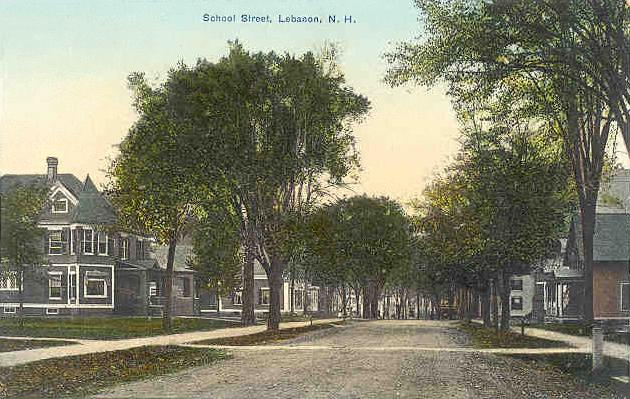
Rua da Escola c. 1910
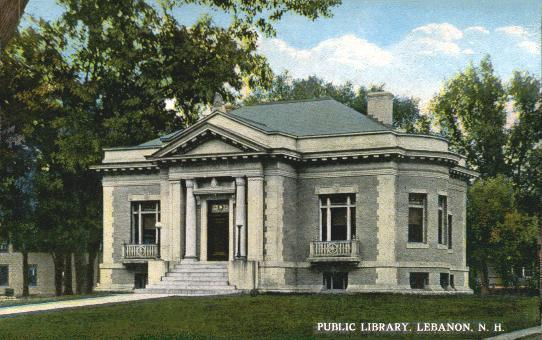
Biblioteca Pública c. 1910
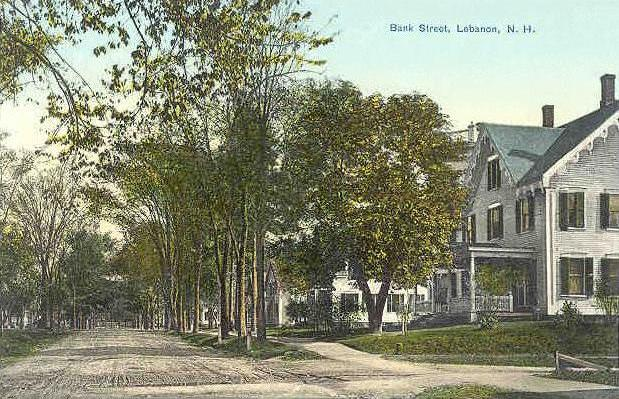
Rua do Banco c. 1910

## Geografia
De acordo com o Departamento do Censo dos Estados Unidos, a cidade tem uma área total de 106.9 km2 (41.3 sq mi)  , dos quais 104.4 km2 (40.3 sq mi) são terra e 2.5 km2 (0.97 sq mi) são água, compreendendo 2,35% da cidade. A fronteira ocidental do Líbano é o rio Connecticut, que também é a fronteira do estado com Vermont. A vila de West Lebanon ocupa a parte ocidental da cidade, ao longo do rio Connecticut. O centro do Líbano fica 3 mi (5 km) a leste, ao longo do rio Mascoma, um afluente do Connecticut. A cidade está totalmente dentro da bacia hidrográfica do rio Connecticut. O extremo sul da Moose Mountain está no nordeste. O ponto mais alto do Líbano é o extremo norte da Montanha Shaker, a 1,657 ft (505 m) acima do nível do mar, na fronteira leste da cidade.

## Demografia

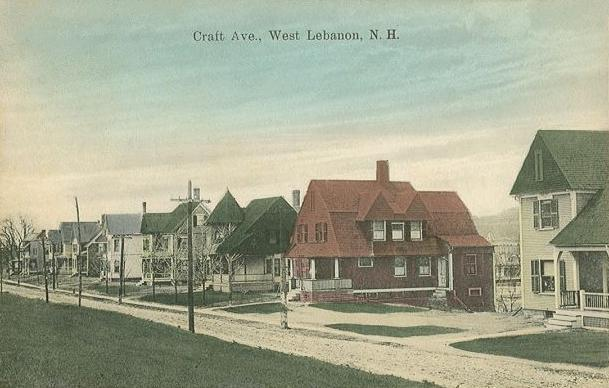
Avenida de Artesanato em 1912

A partir do censo de 2010, havia 13.151 pessoas, 6.186 famílias e 3.269 famílias residentes na cidade. A densidade populacional era de 326,2 pessoas por milha quadrada (125,9/km2). Havia 6.649 unidades habitacionais com uma densidade média de 164,9 por milha quadrada (63,7/km2). A composição racial da cidade era 88,4% branca, 1,6% afro-americana, 0,30% nativa americana, 6,8% asiática, 0,00% das ilhas do Pacífico, 0,80% alguma outra raça e 2,10% de duas ou mais raças. Hispânicos ou latinos de qualquer raça eram 2,9% da população.
Havia 6.186 domicílios, dos quais 24,2% tinham filhos menores de 18 anos morando com eles, 40,5% eram casais que moravam juntos, 8,9% tinham chefe mulher sem marido presente, 3,4% tinham chefe homem sem esposa presente, e 47,2% não eram familiares. 36,8% de todas as famílias eram compostas por indivíduos e 12,4% eram pessoas que moravam sozinhas com 65 anos ou mais. O tamanho médio do domicílio foi de 2,10 e o tamanho médio da família foi de 2,76.
Na cidade, a população era dispersa, com 20,5% de 0 a 19 anos, 6,3% de 20 a 24, 30,3% de 25 a 44, 27,6% de 45 a 64 e 15,3% de 65 anos ou mais velho. A idade mediana foi de 39,4 anos. A população masculina foi de 47,4% do total, enquanto a feminina foi de 52,6%.
Para o período de 2011-2015, a renda média anual estimada para uma família na cidade foi de US$ 53.004, e a renda média de uma família foi de US$ 75.511. Os trabalhadores masculinos em tempo integral tinham uma renda média de $ 51.735 contra $ 48.836 para as mulheres. A renda per capita da cidade era de $ 36.370. Cerca de 8,7% das famílias e 12,3% de toda a população estavam abaixo da linha da pobreza, incluindo 22,6% dos menores de 18 anos e 5,0% daqueles com 65 anos ou mais.

## Governo e política
O governo da cidade consiste em um sistema de conselho-gerente. O conselho da cidade é composto por nove membros eleitos para mandatos de dois anos. Seis membros são eleitos de três alas, cada um elegendo dois membros, e os outros dois são eleitos em geral.
Politicamente, a cidade é fortemente democrata. Joe Biden recebeu 74% dos votos contra 25% de Donald Trump nas eleições presidenciais de 2020 nos Estados Unidos.

## Educação
O Líbano tem suas próprias escolas de ensino fundamental, ensino médio e ensino médio. Estudantes de cidades vizinhas (Grantham e Plainfield) frequentam o ensino médio no Líbano. Em 15 de outubro de 2010, a cidade inaugurou uma nova escola de ensino médio para as séries de 5 a 8 para substituir uma antiga instalação do ensino médio e instalações superlotadas do ensino fundamental. A Escola Secundária do Líbano foi concluída em 2012.
Localizado no calçadão do centro da cidade está o campus do Líbano do River Valley Community College, com sede em Claremont. Também no centro, a Alliance for the Visual Arts (AVA) oferece aulas de artes e ofícios em um antigo prédio da fábrica com certificação LEED, que abriga um espaço de galeria no térreo. Muitos departamentos da Escola de Medicina Geisel do Dartmouth College também estão localizados ao norte do centro da cidade, no Dartmouth-Hitchcock Medical Center.

## Transporte

### Estradas e rodovias

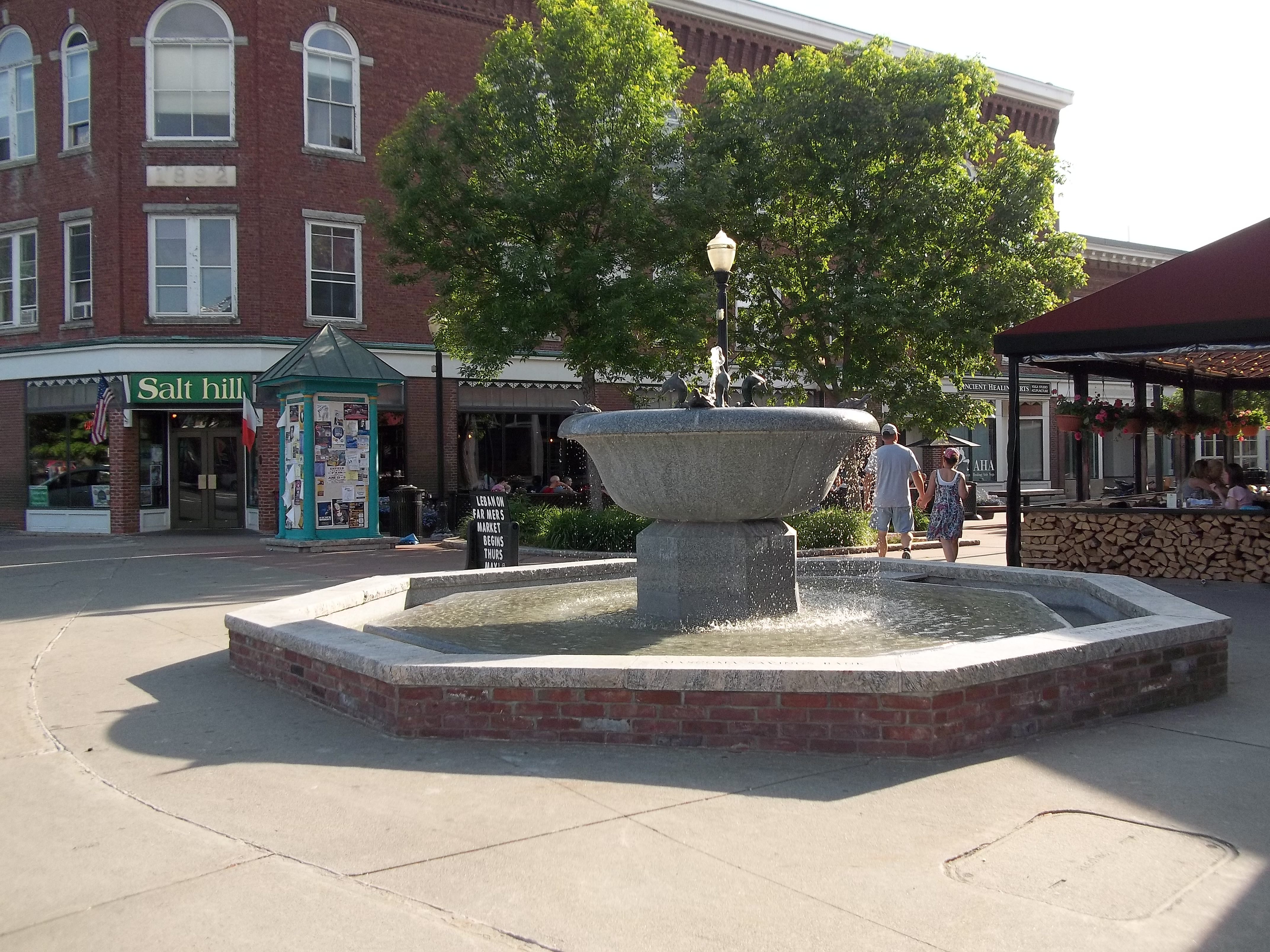
Fonte no centro do Líbano, New Hampshire

O Líbano é servido pela Interstate 89, que se encontra com a Interstate 91 do outro lado do rio Connecticut em White River Junction. São 58 mi (93 km) sudeste ao longo da I-89 até Concord, a capital do estado, e 60 mi (97 km) noroeste ao longo da I-89 até Montpelier, a capital de Vermont. A US Route 4 passa de leste a oeste através dos centros do Líbano e do oeste do Líbano, levando a leste para Enfield e eventualmente Concord, e para oeste em direção a Rutland, Vermont . A Rota 10 de New Hampshire leva ao sul do Líbano ao longo da Interstate 89, eventualmente divergindo para ir para Newport . A Rota 10 leva ao norte do Líbano Ocidental para Hanover e aponta para o norte ao longo do rio Connecticut. A Rota 120 de New Hampshire passa de norte a sul pelo centro do Líbano, levando ao norte para Hanover e ao sul para Claremont . A Rota 12A de New Hampshire começa no oeste do Líbano e segue para o sul ao longo do rio Connecticut até Claremont. Perto da fronteira leste da cidade, a Rota 4A de New Hampshire sai da US 4 para viajar para sudeste em direção a Wilmot e ao centro de New Hampshire.

### Transporte público
O Aeroporto do Líbano, adjacente ao oeste do Líbano, tem serviço de passageiros para Boston e Nova York fornecido pela Cape Air. O serviço de ônibus público gratuito para as principais cidades da região, incluindo o Líbano, é fornecido pela Advance Transit, com serviço durante a semana para destinos como Dartmouth–Hitchcock Medical Center, shopping centers no oeste do Líbano, vilarejos do Líbano e oeste do Líbano, bem como Hanover e entroncamento do Rio Branco. O Southeast Vermont Transit também oferece uma rota de ônibus suburbano de direção de pico entre DHMC para Bellows Falls, Vermont, que também funciona durante a semana.
O terminal de ônibus Greyhound mais próximo e a estação de trem Amtrak estão localizados em White River Junction, Vermont. A Vermont Translines também atende o Líbano a partir do Centro Médico Dartmouth–Hitchcock.

## Cultura
O centro do Líbano é um centro cultural com atrações como a Ópera do Líbano (na Prefeitura), a Galeria AVA, o mercado sazonal de agricultores e concertos de verão no verde. A Opera North, sediada na cidade, é a companhia de ópera profissional mais antiga da região.
A Biblioteca Pública do Líbano, localizada no centro da East Park Street, é a principal biblioteca da cidade, e a filial da Biblioteca Pública de Kilton serve o oeste do Líbano. Kilton foi a primeira biblioteca nos EUA a hospedar um nó da rede anonimato Tor

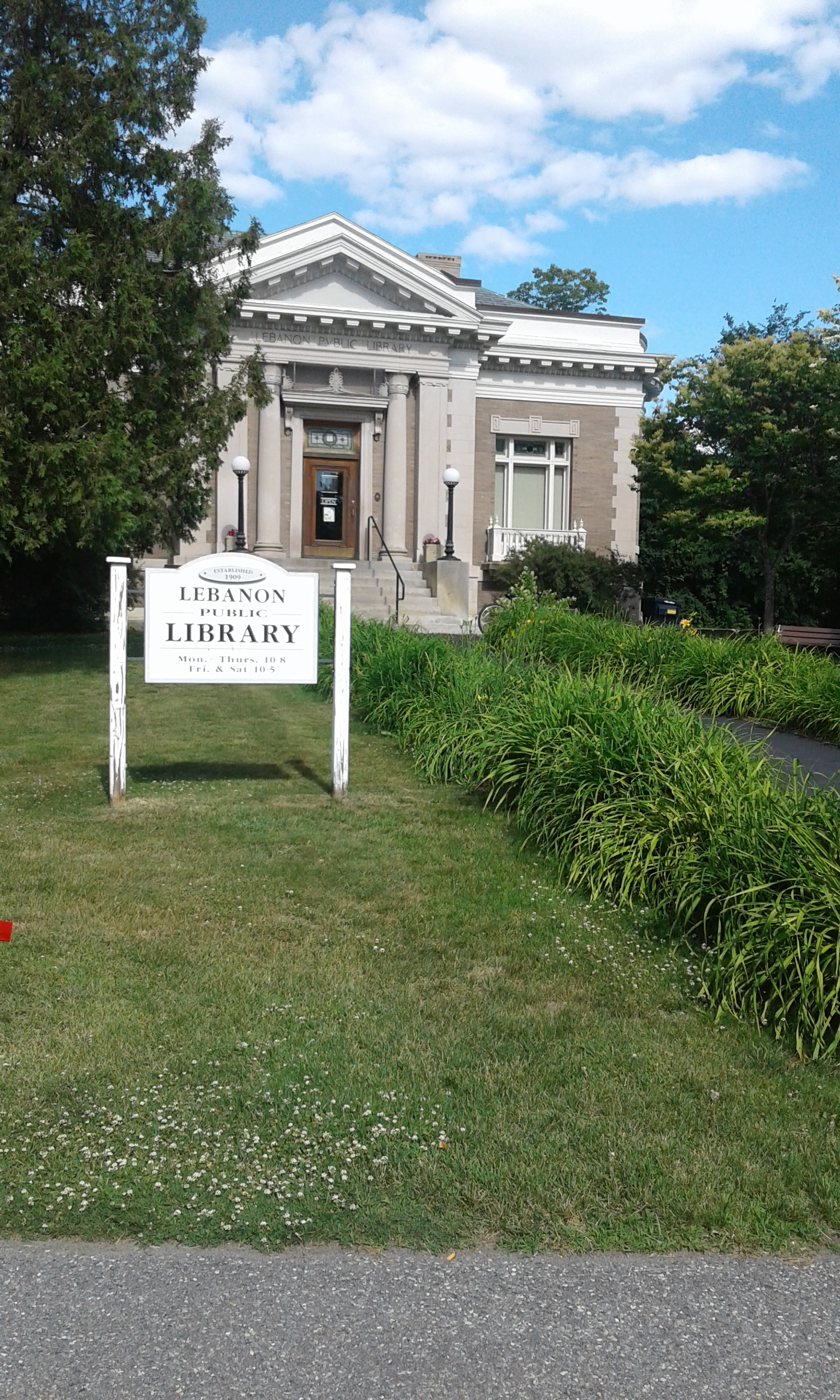
Biblioteca Pública do Líbano, uma das muitas bibliotecas Carnegie em New Hampshire

A Carter Community Building Association (CCBA) opera um centro de atividades pós-escola para crianças da escola primária e uma academia de ginástica para adolescentes e adultos. Salt Hill Pub frequentemente apresenta apresentações musicais ao vivo.

## Parque Colburn
O distrito histórico de Colburn Park fica no coração do Líbano, composto pelo Colburn Park e edifícios ao seu redor - e muitos edifícios do século XIX imediatamente adjacentes a eles. O distrito foi listado no Registro Nacional de Lugares Históricos em 1986. A terra que mais tarde se desenvolveu no parque foi doada em 1792 por Robert Colburn como local para a casa de reuniões da comunidade, servindo aos propósitos da igreja e da prefeitura. Estradas arteriais foram construídas para a área, e começou a se desenvolver como um centro comercial e cívico no início do século XIX. Um mercado de agricultores semanal é realizado entre junho e setembro, juntamente com muitas atividades comunitárias ao longo do ano.

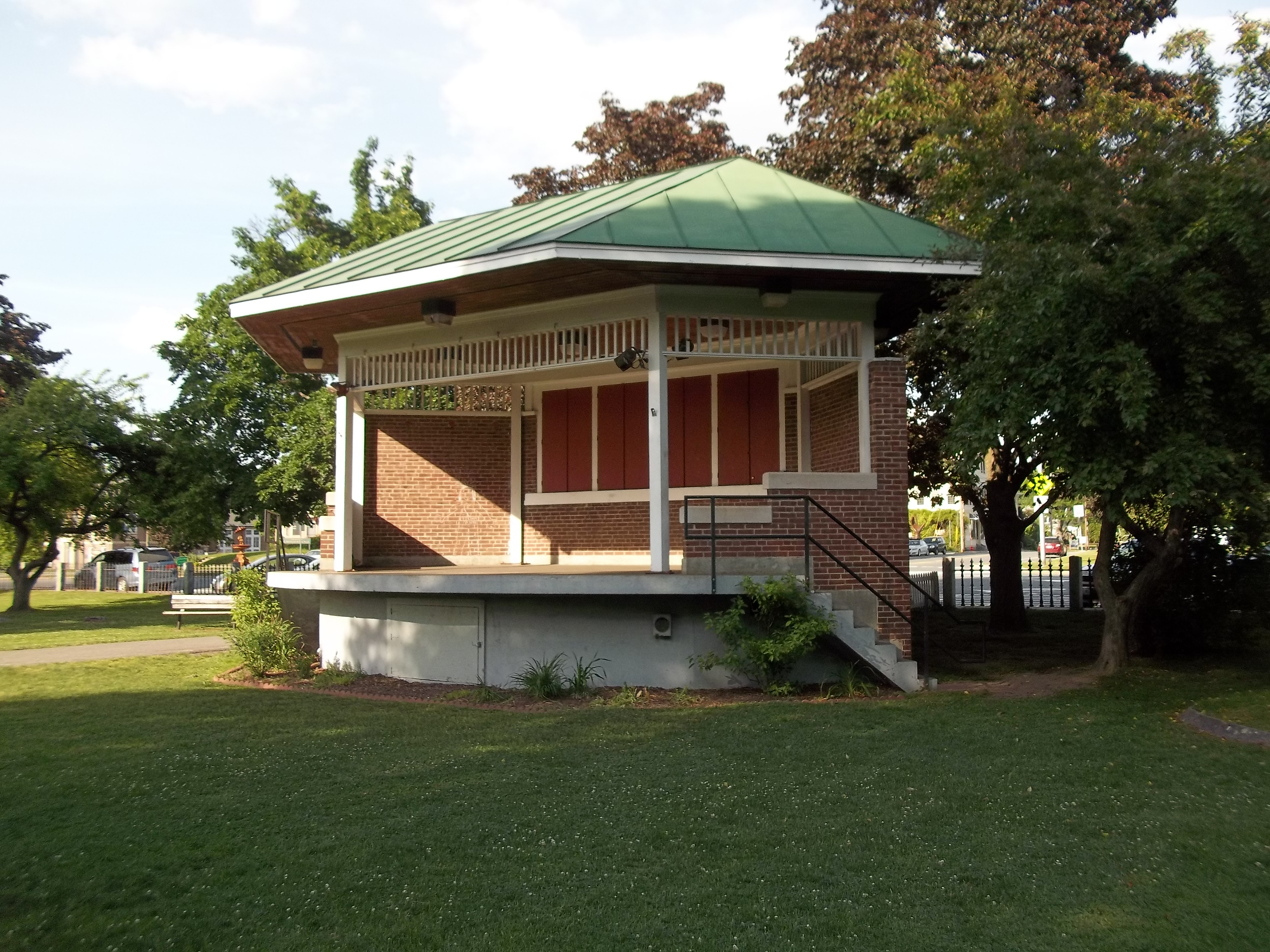
Palco
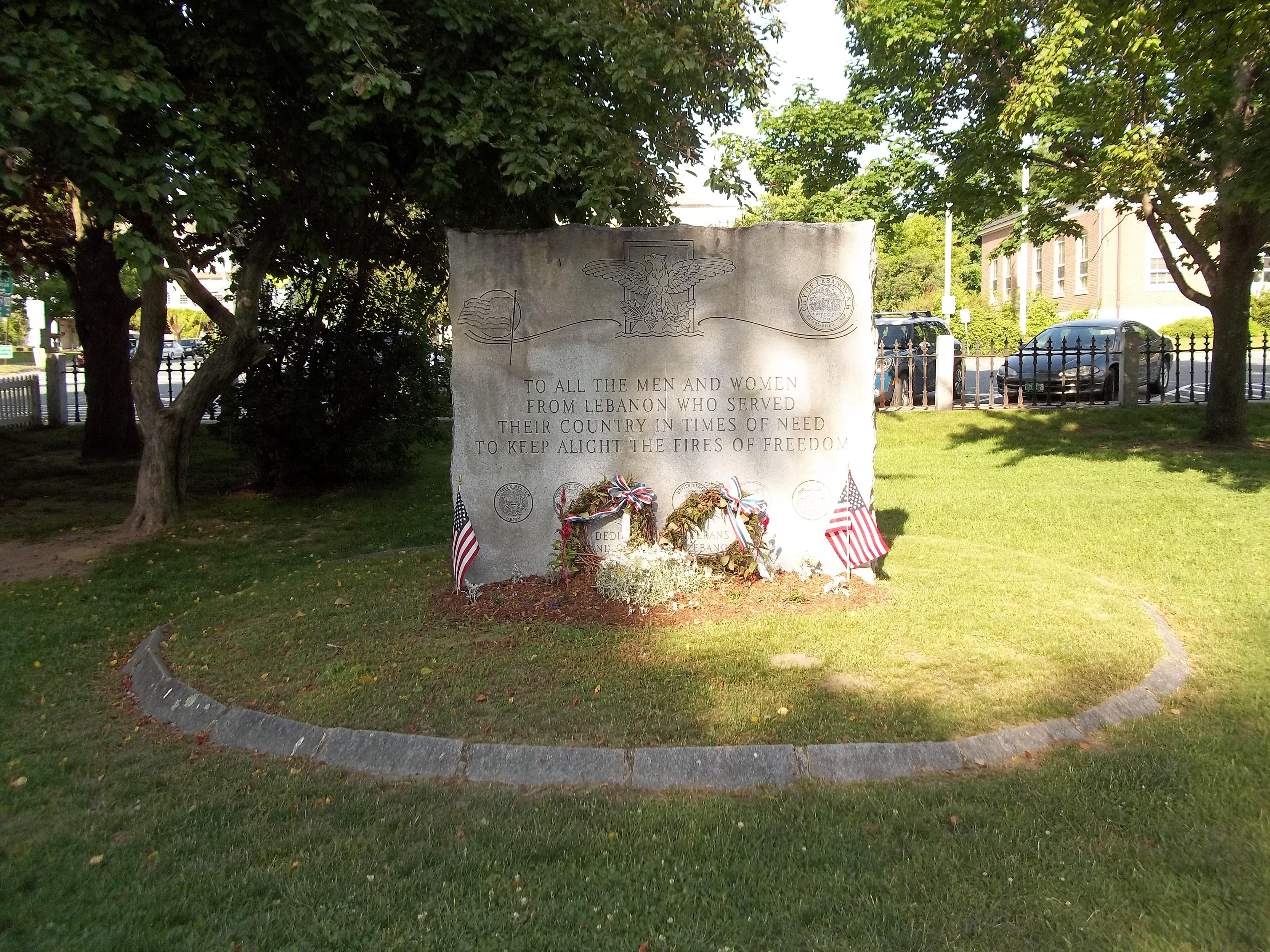
Memorial de guerra
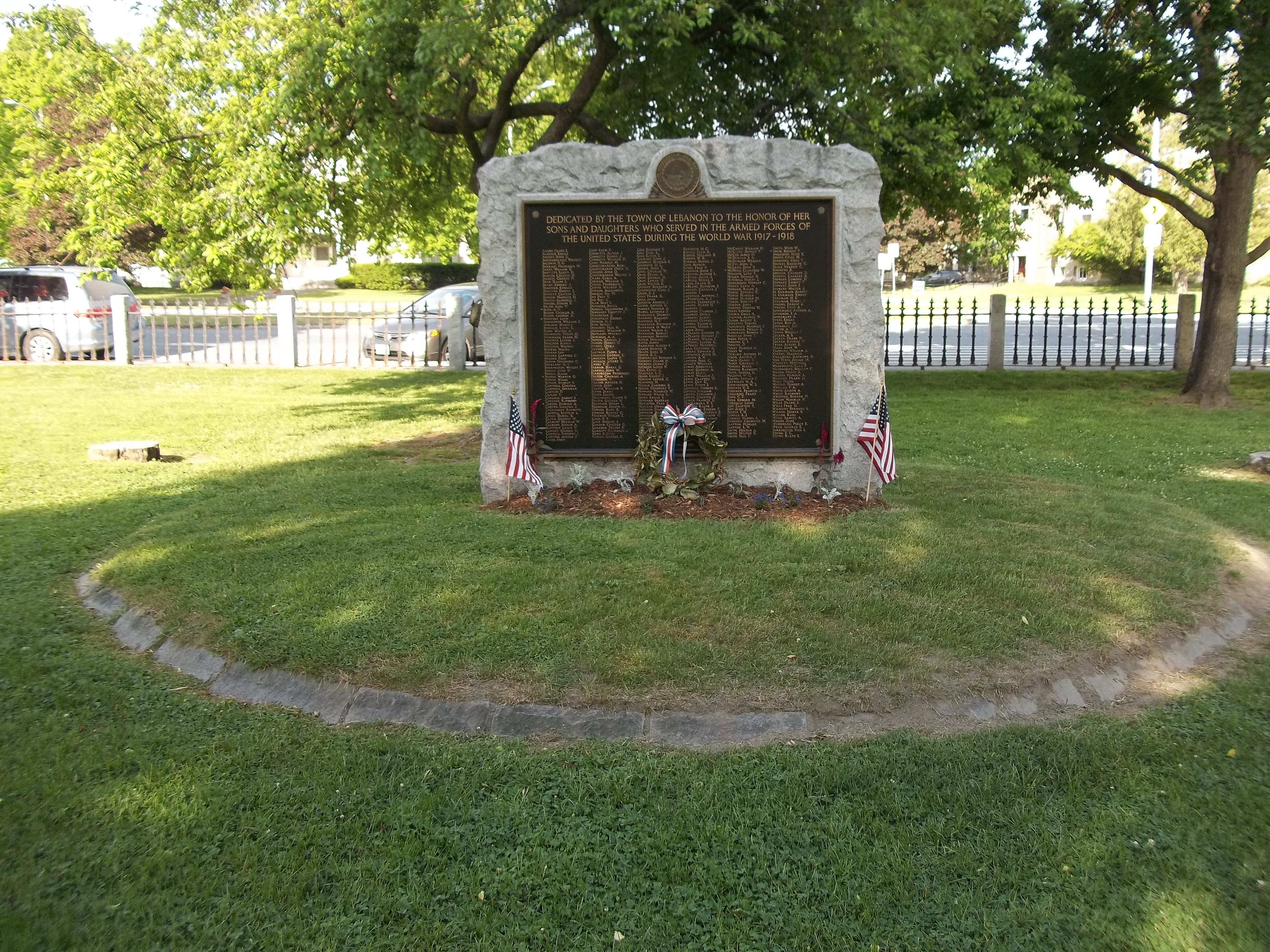
Memorial de guerra
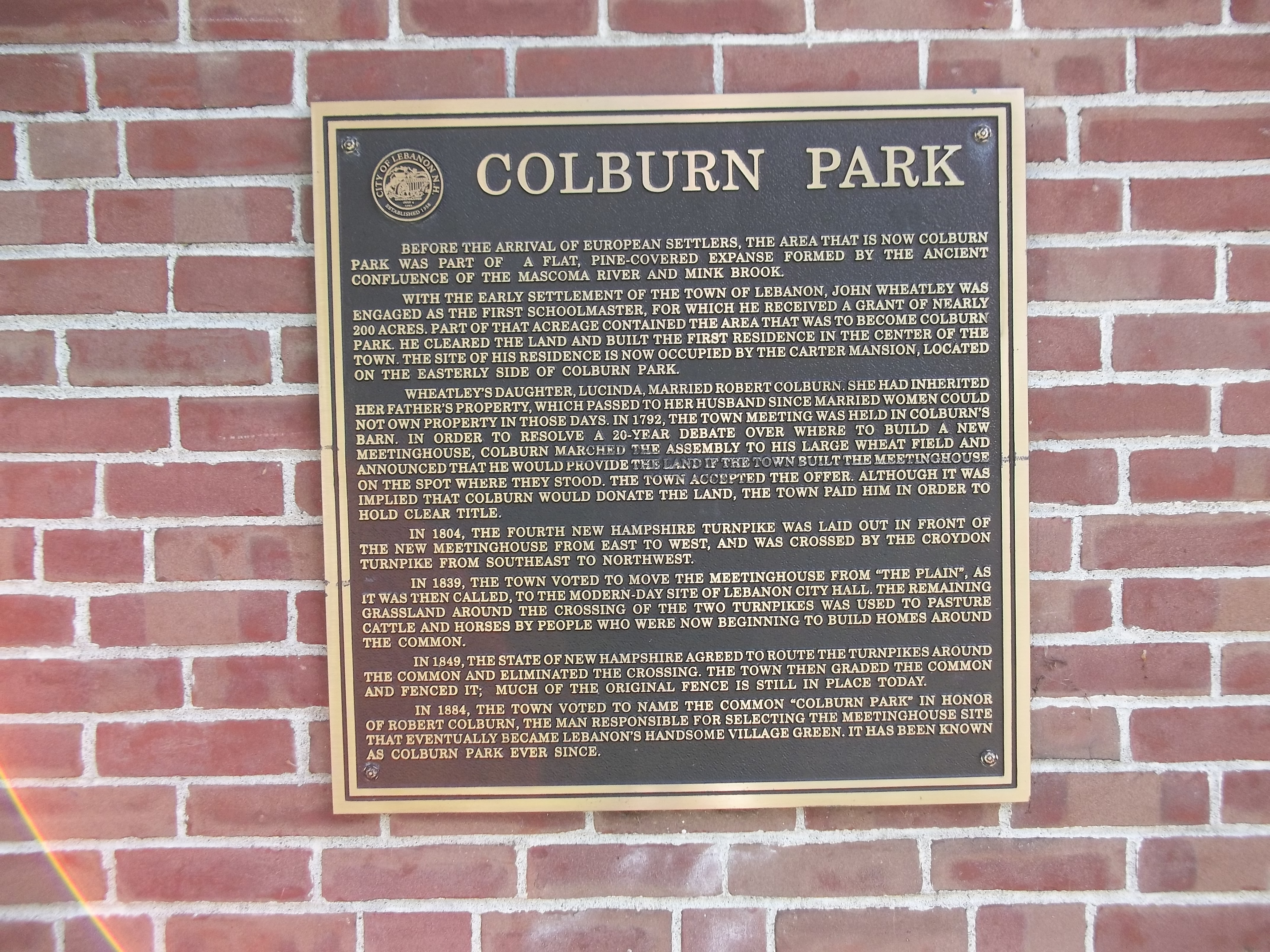
Placa
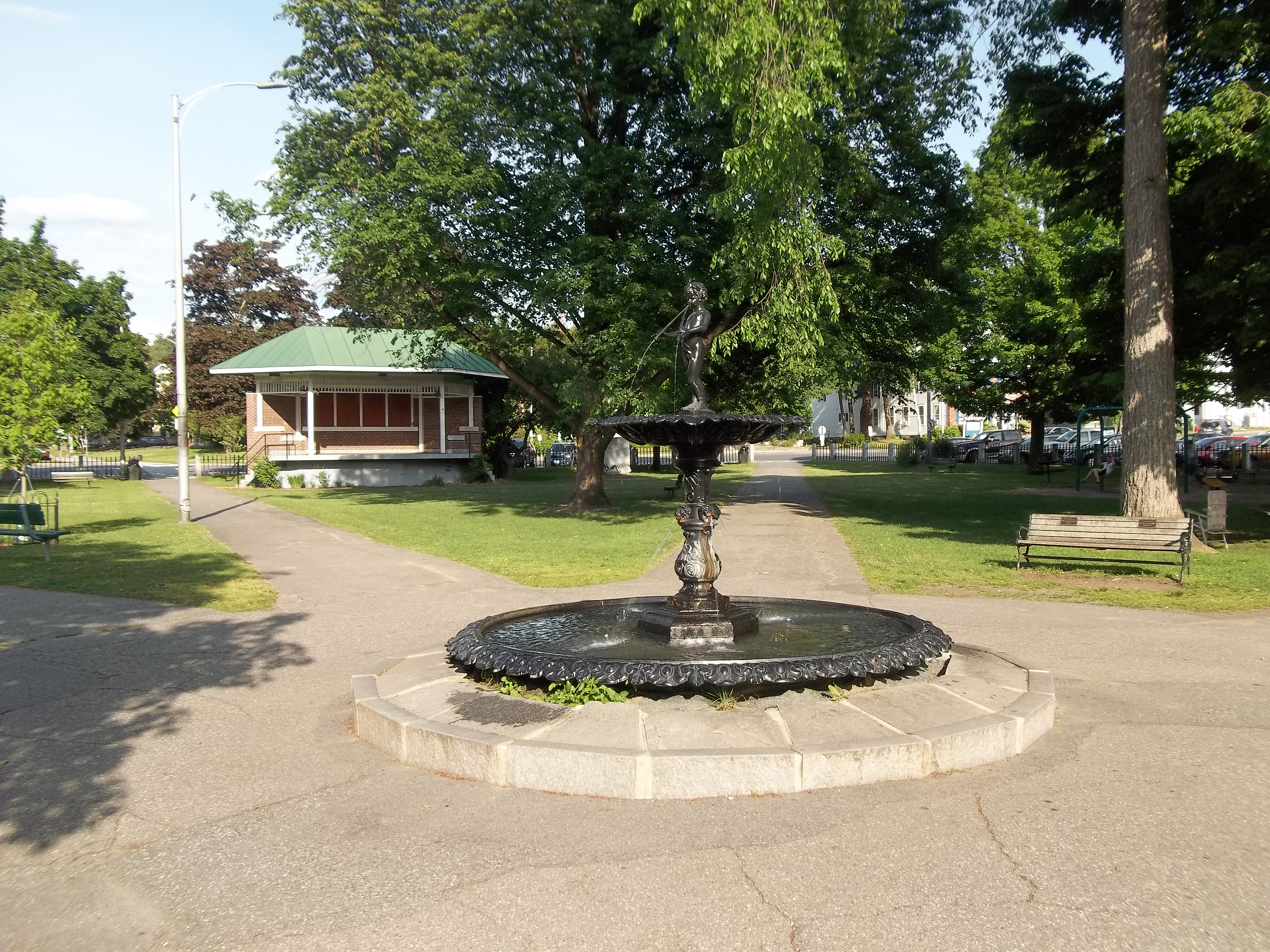
Fonte

## Pessoas notáveis
- Nick Alexander (nascido 1988), 2010 e 2014 Saltador de esqui da equipe olímpica dos EUA[14]
- Aaron Baddeley (nascido 1981), golfista com o PGA Tour; nascido no Líbano
- Minnie Willis Baines Miller (1845–1923), autor
- Duane R. Bushey (nascido 1944), Oficial da marinha
- Thomas C. Chalmers (1917–1995), médico, pesquisador
- Harry Morrison Cheney (1860–1937), Presidente da Câmara dos Representantes de New Hampshire
- Norris Cotton (1900–1989), senador dos EUA
- Aaron H. Cragin (1821–1898), político
- Lane Dwinell (1906–1997), fabricante
- Experience Estabrook (1813–1894), advogado, político
- Phineas Gage (1823–1860), capataz da ferrovia, sobrevivente de lesão cerebral maciça
- Charley Parkhurst (1812–1879), motorista de diligência
- George Halsey Perley (1857–1938), político, diplomata
- Phineas Quimby (1802–1866), filósofo
- Hezekiah Bradley Smith (1816–1887), inventor
- Joseph Smith (1805–1844), líder religioso, fundador do Mormonismo e do Movimento Santos dos Últimos Dias[15]
- George Storrs (1796–1879), escritor que influenciou muitas denominações Cristão, incluindo Adventistas do Sétimo Dia e Estudantes da Bíblia (mais tarde Testemunhas de Jeová)[16]
- Sarah Strohmeyer (nascido 1962), autor
- William Ticknor (1810–1864), editor
- Mia Tyler (nascido 1978), modelo, atriz
- Rob Woodward (nascido 1962), arremessador com o Boston Red Sox, apresentador de rádio
- Ammi B. Young (1798–1874), arquiteto